# ヴァーヘニンゲン
ヴァーヘニンゲン（オランダ語: Wageningen [ˈʋaːɣənɪŋə(n)] ( 音声ファイル)）は、オランダのヘルダーラント州にある基礎自治体（ヘメーンテ）。生命科学のヴァーヘニンゲン大学で知られ、2010年1月1日時点の人口3万7414人のうち数千人を学生が占め、同大学の関連機関はおよそ7400人を雇用している。

## 地理
低レイン川の北岸、ヘルデルセ渓谷とフェルーヴェ丘陵の境に位置する。車ではA12、A15、A50の各高速道路から、鉄道ではエーデ＝ヴァーヘニンゲン駅からバスで15分ほどの所にある。

## 歴史

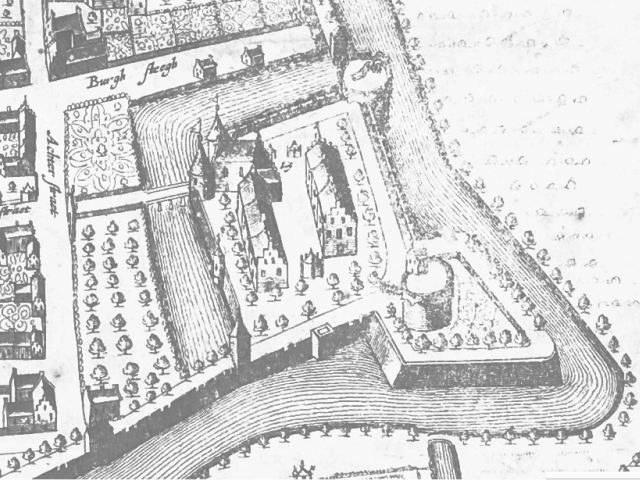
1654年のヴァーヘニンゲン城

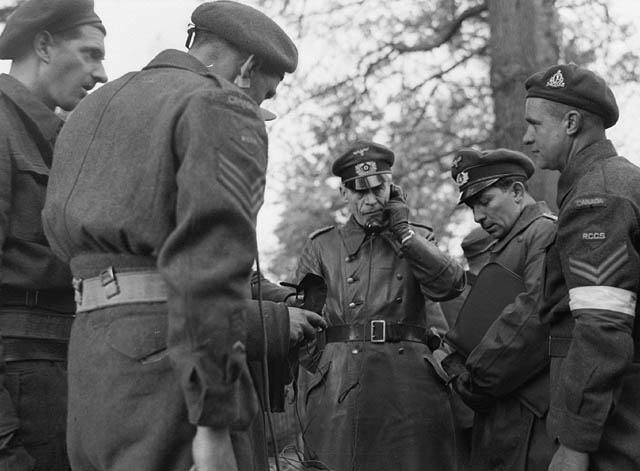
ドイツ陸軍のヘニンガー少佐とカナダ軍との協議

この地域で最古の村落は現在の中心街の北にあり、828年に歴史上に登場した。中世には東の丘に小さな教会が建てられ、その近くに農場も数軒あった。12世紀になって、現在のベルフストラートへ入植が始まり、堤防が完成してからは現在の市街にも南部から人々が定住した。1263年に都市権を取得。1526年に城砦が築かれ、城壁と壕で守りを固めていた。18世紀に破壊されたが、塔と城壁の一部は復元されている。
1876年に設立された農業学校をもとにして1916年に初の高等教育機関が置かれ、ヴァーヘニンゲン大学の前身となった。これによりヴァーヘニンゲンは小さな趣ある町から現代的な科学技術コミュニティに変貌を遂げた。現在では食品関連の企業や研究機関が集まる「フード・バレー」の中心地となっている。
1945年5月5日にドイツ軍のヨハネス・ブラスコヴィッツ上級大将がカナダ軍のチャールズ・ファルケス大将に降伏し、オランダにおける第二次世界大戦が正式に終結したが、両軍はヴァーヘニンゲンのホテル・デ・ヴェレルトで降伏条件を協議した。同ホテルは2004年に宿泊業を再開している。このことからオランダでは毎年5月5日を「解放記念日」と定め、ヴァーヘニンゲンでも退役軍人のパレードなど盛大な祭りが催される。

## スポーツ
サッカークラブのFCヴァーヘニンゲンはKNVBカップで2度優勝を果たしたが、1992年5月のNACブレダ戦を最後に消滅した。

## ゆかりの人物
- ハリー・デヘリング（1938年 - ） 画家
- リデヴェイ・エデルコールト（1950年 - ） デザイナー
- エト・ファン・エス(Ed van Es)（1959年 - ） 水球選手
- アウフスト・ファリーセ(August Falise)（1875年 - ） 彫刻家
- エリーネ・フリプセ（1954年 - ） 映画監督
- アネリエス・マース(Annelies Maas)（1960年 - ） 自由形の競泳選手
- アレッタ・ファン・マーネン（1958年 - ） ホッケー選手
- ヨハネス・デ・ラエイ(Johannes de Raey)（1622年 - ） 哲学者
- ヤクエリーネ・トソペス(Jacqueline Toxopeus)（1964年 - ） ホッケー選手
- バルト・フォスカンプ(Bart Voskamp)（1968年 - ） 自転車競技選手

## ギャラリー

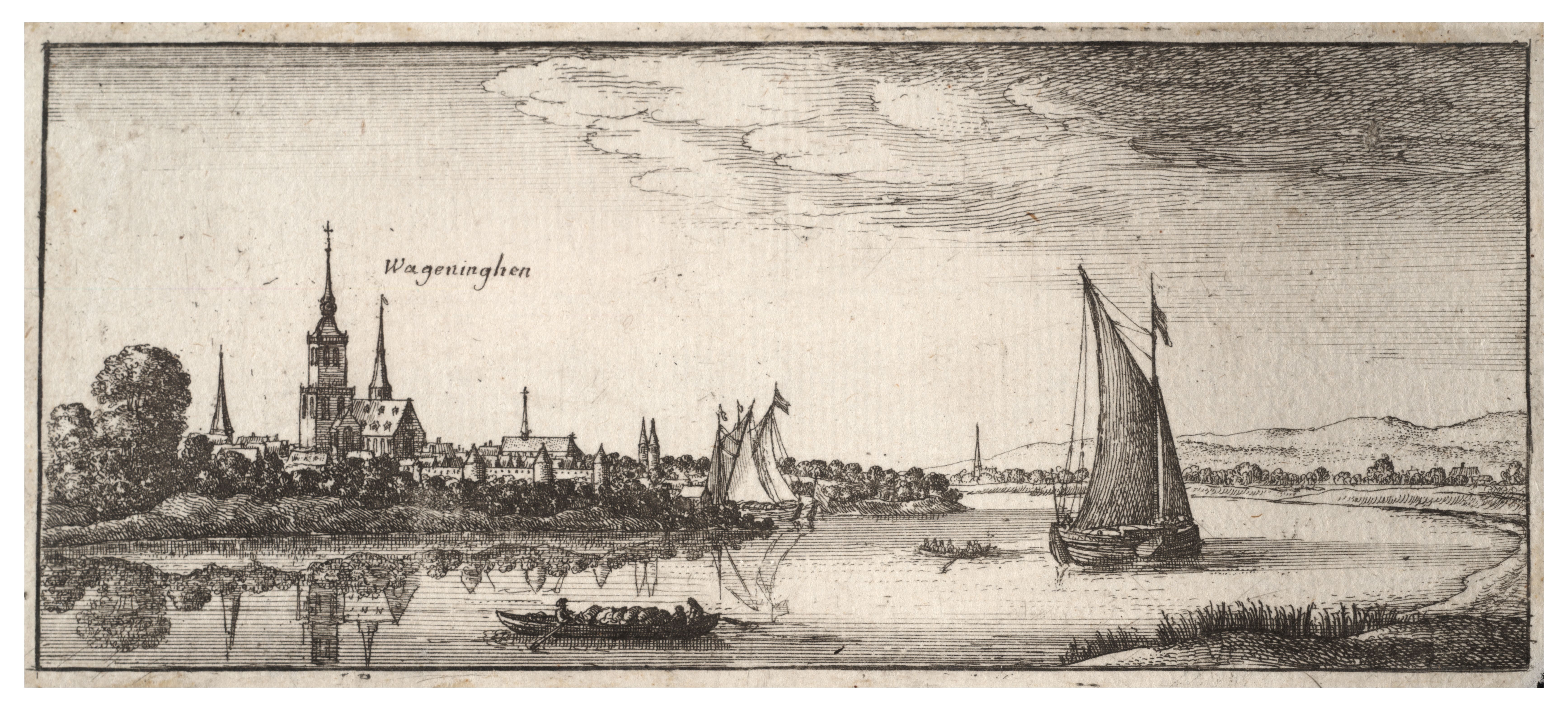
17世紀
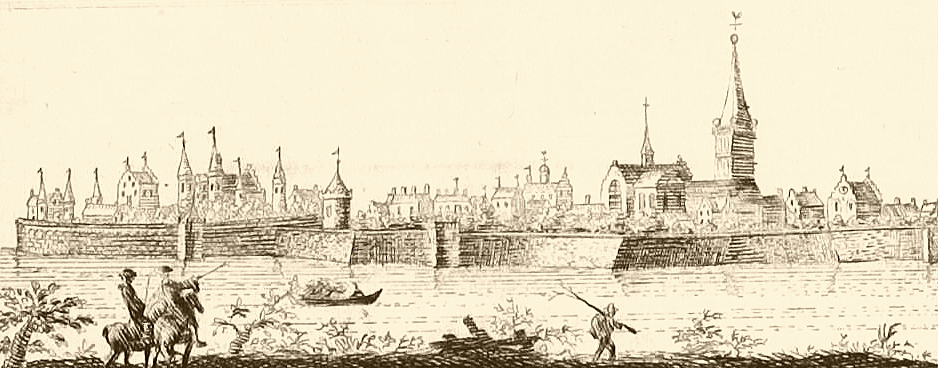
1730年の街並み
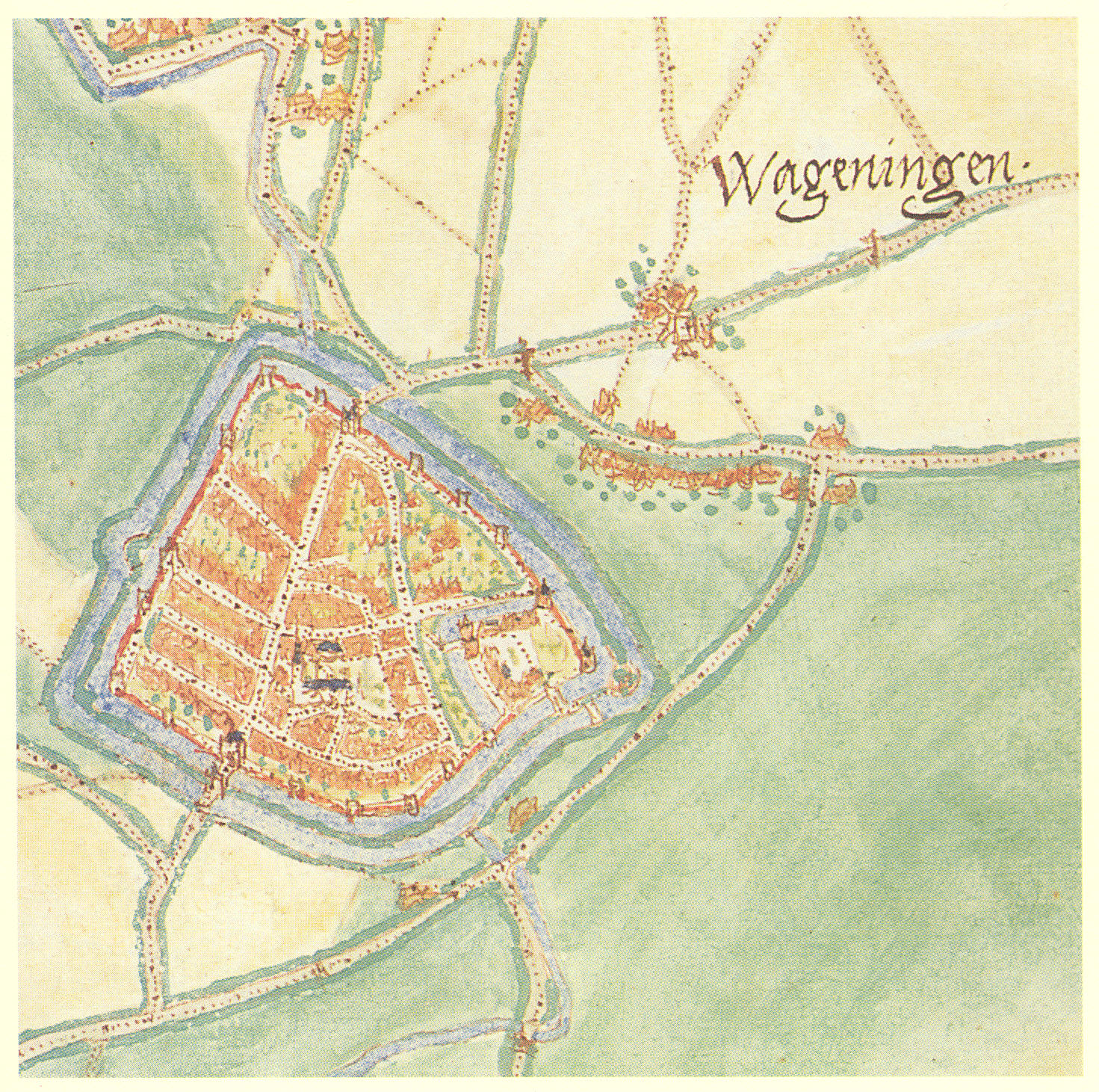
1575年の地図
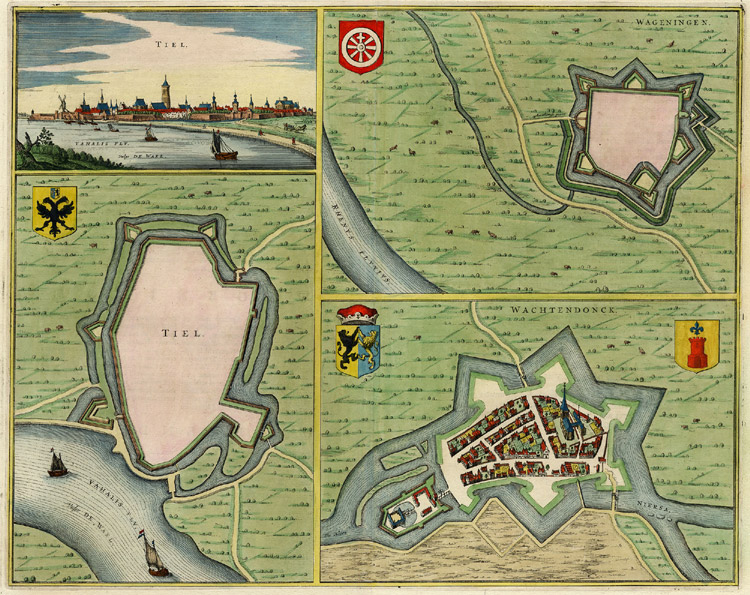
1649年の地図
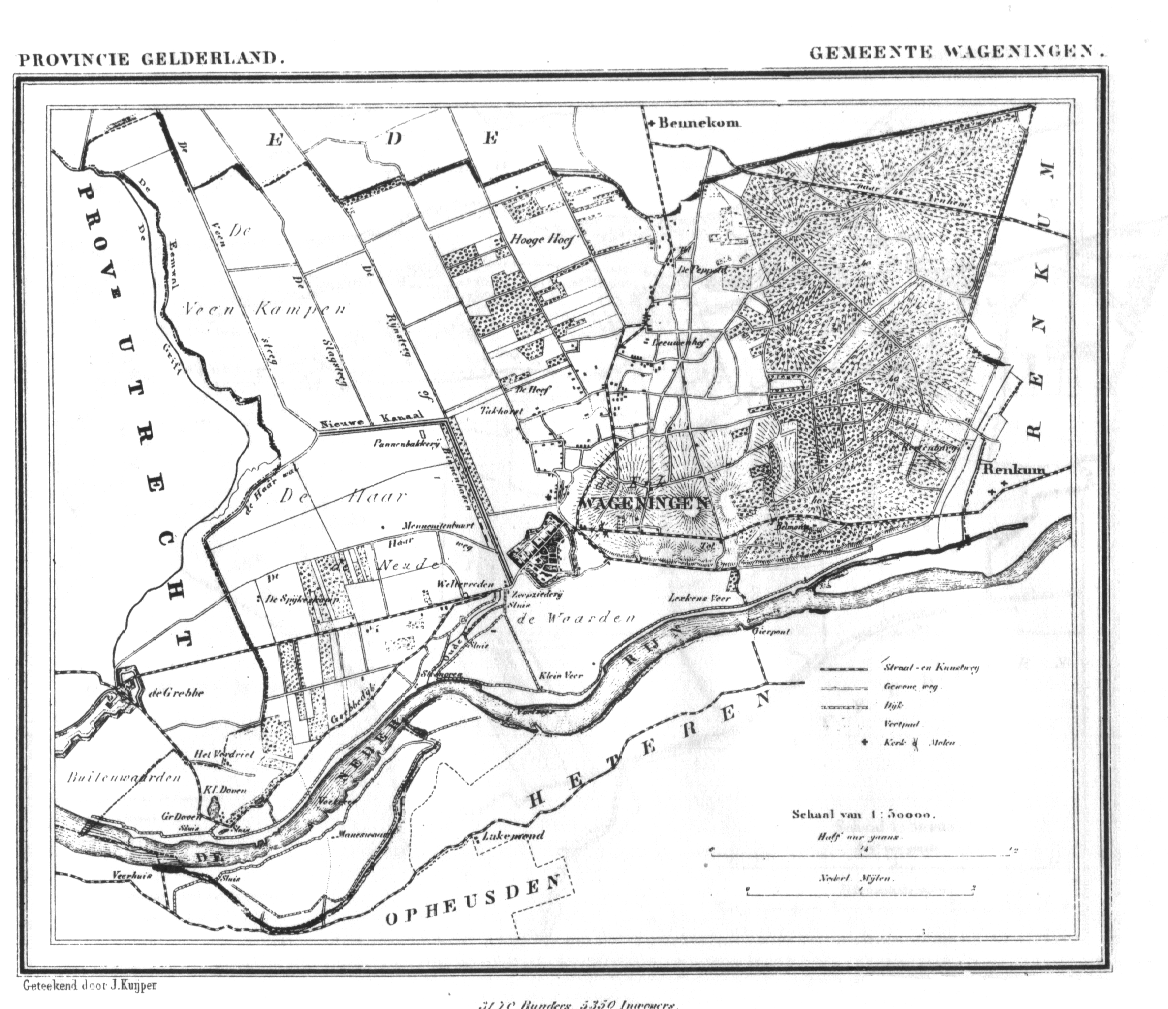
1867年の地図
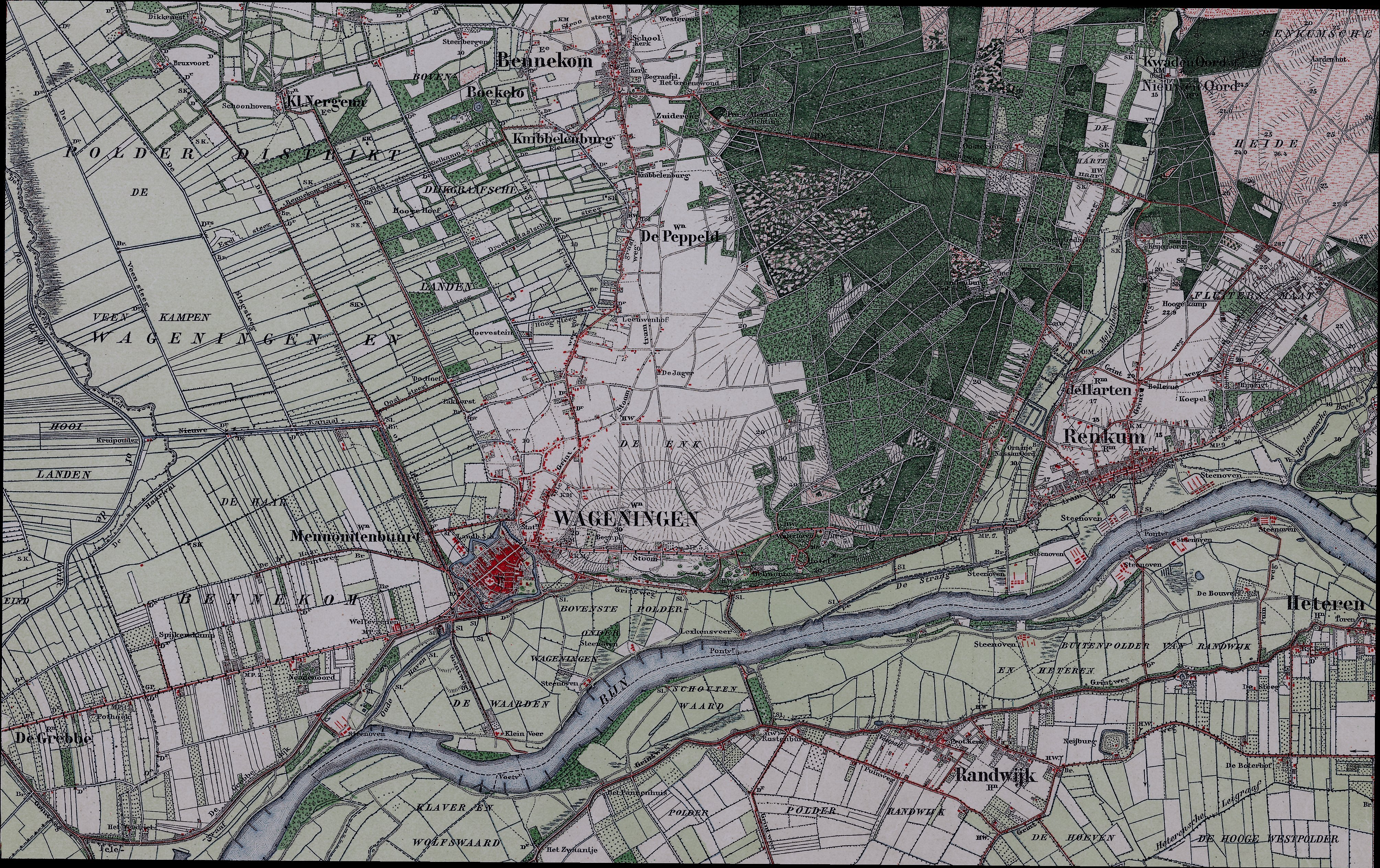
1906年の地図
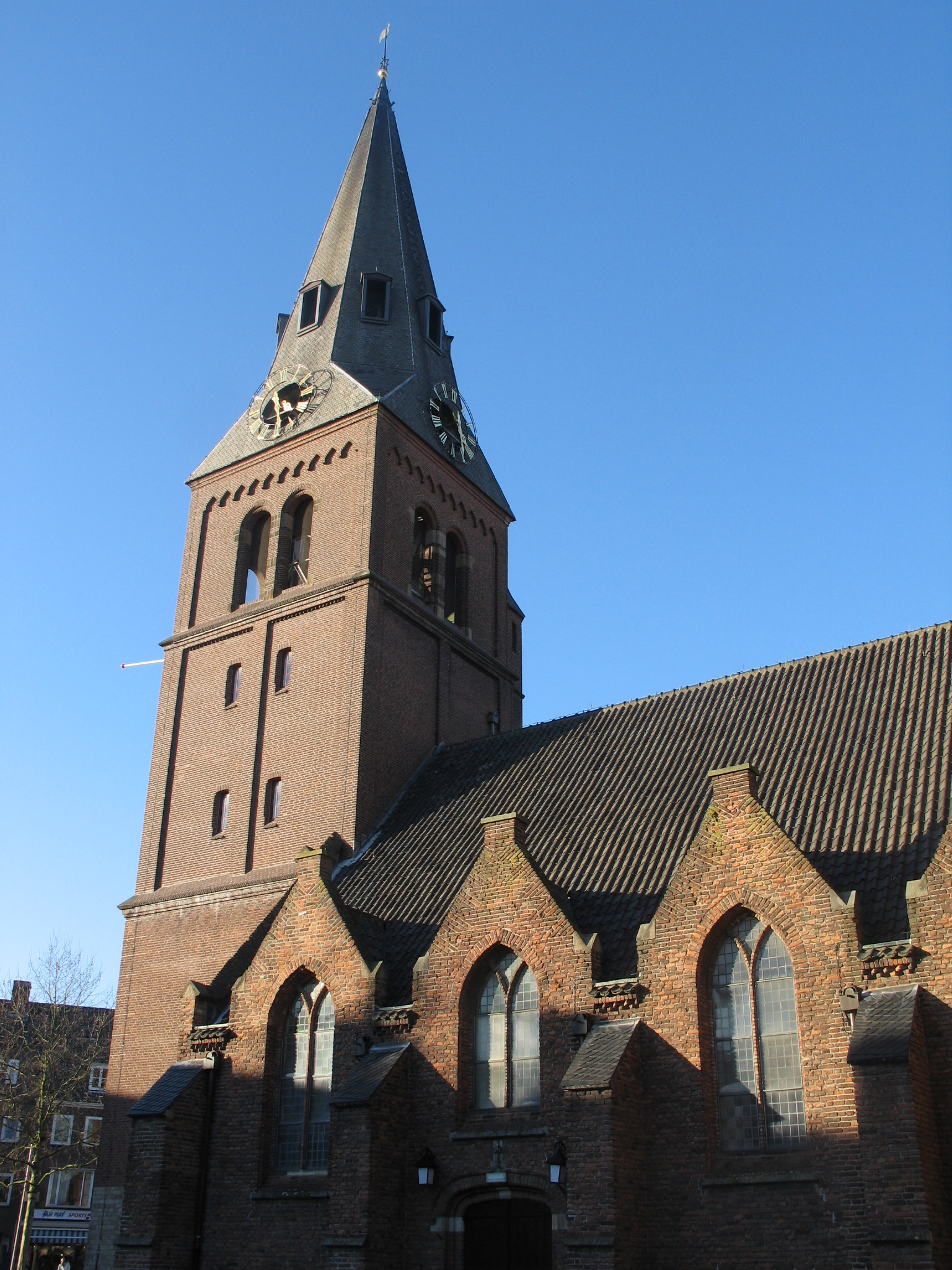
ヴァーヘニンゲンの中心教会
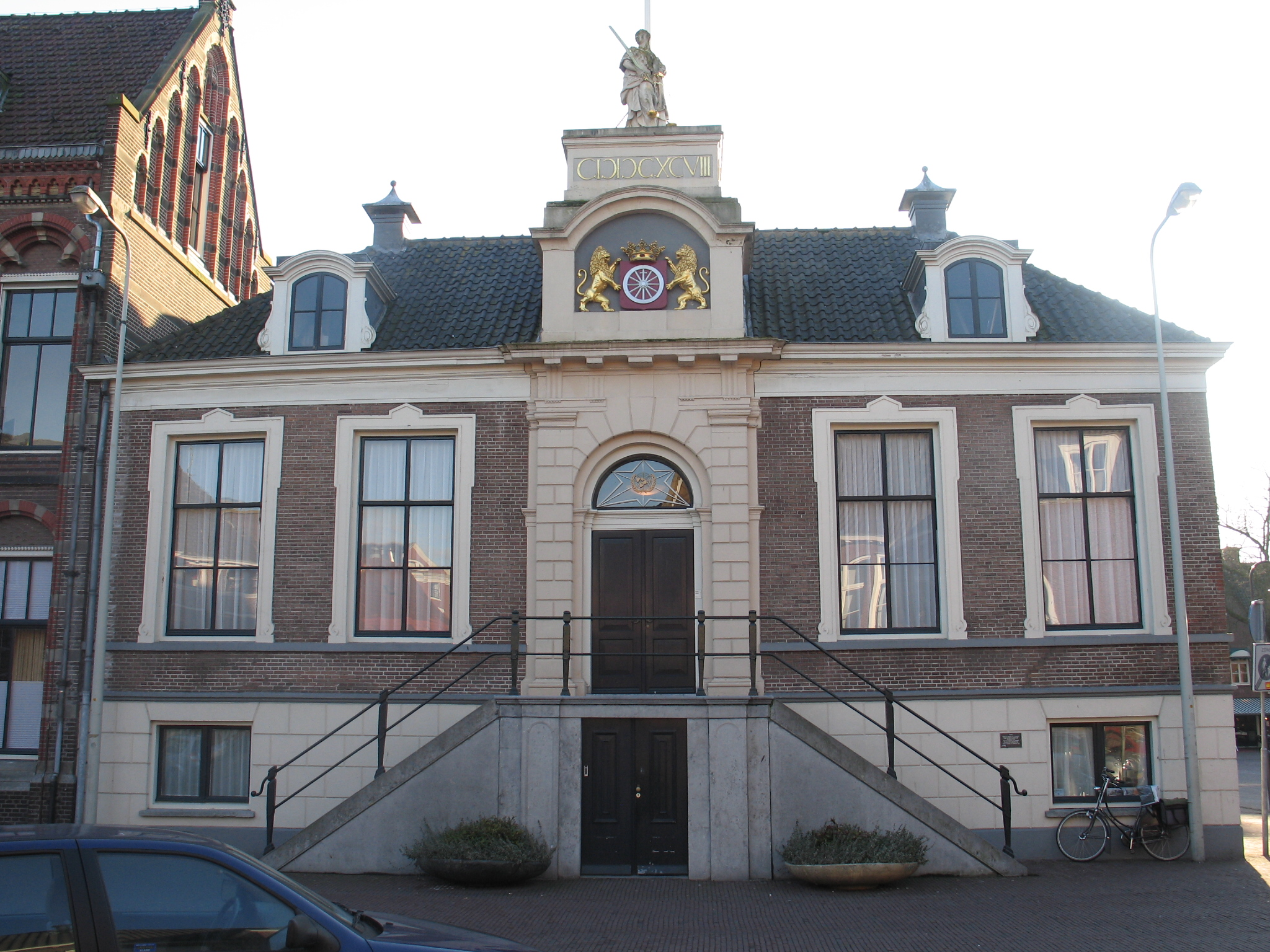
町役場
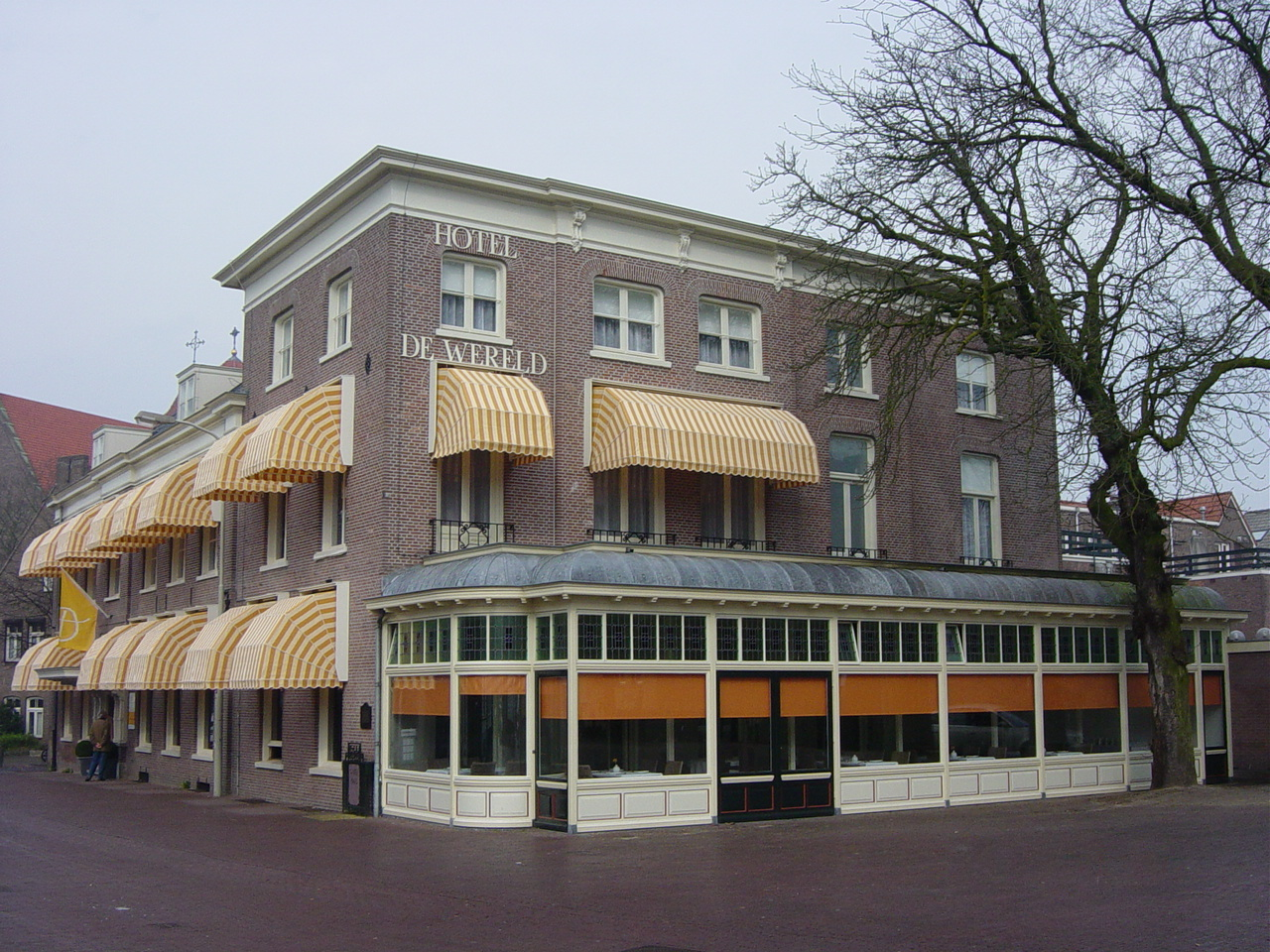
ホテル・デ・ヴェレルト
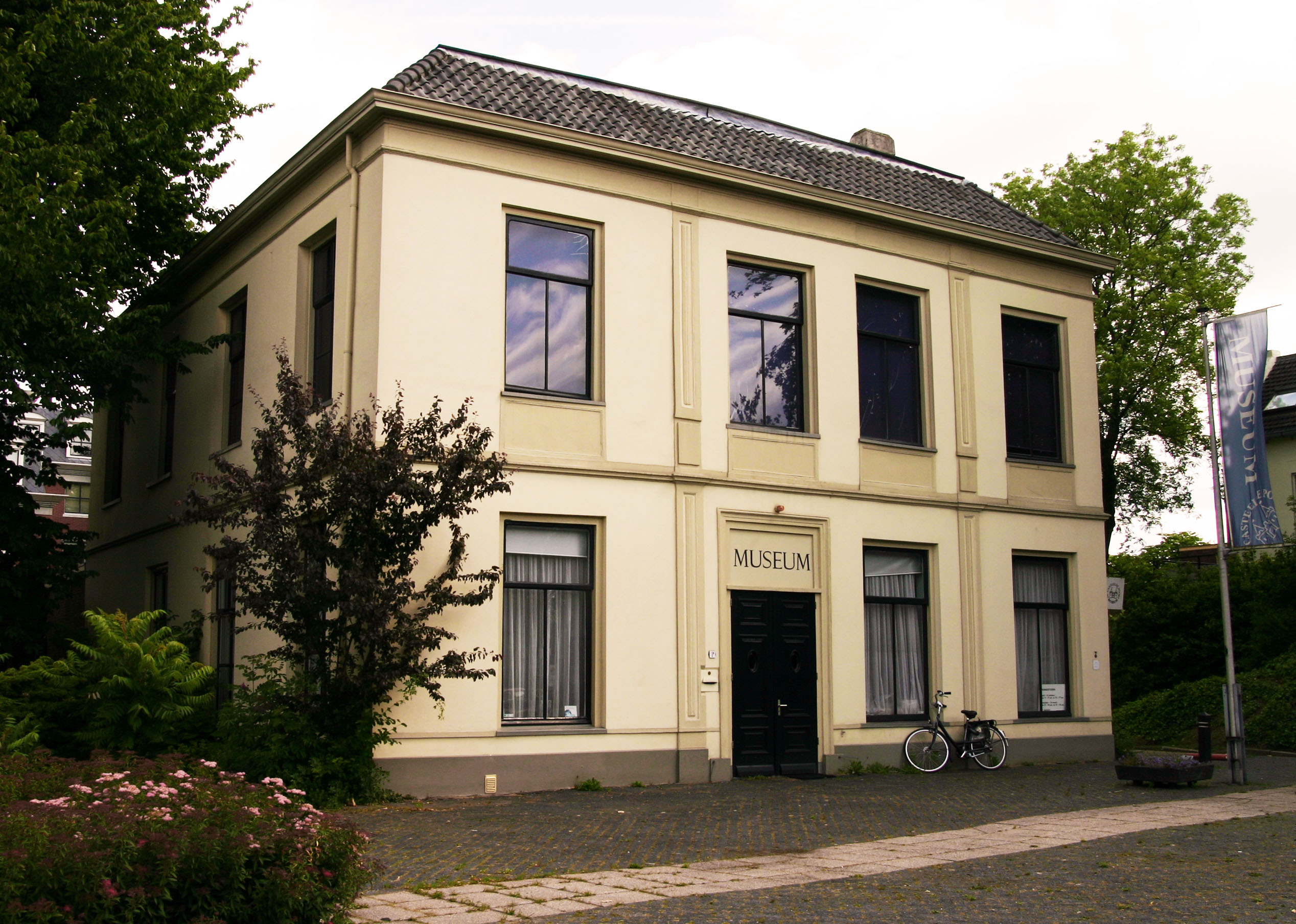
博物館
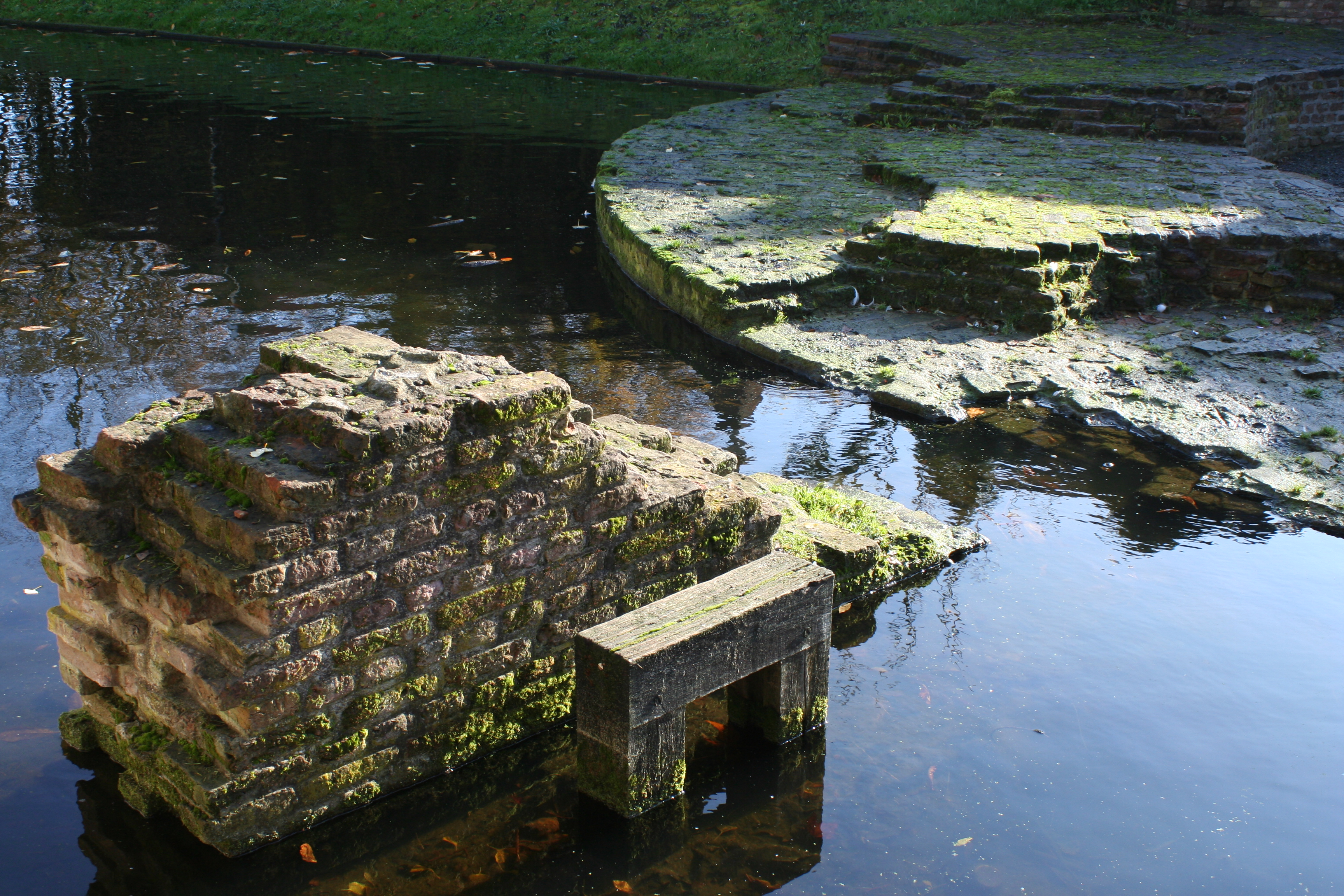
遺構
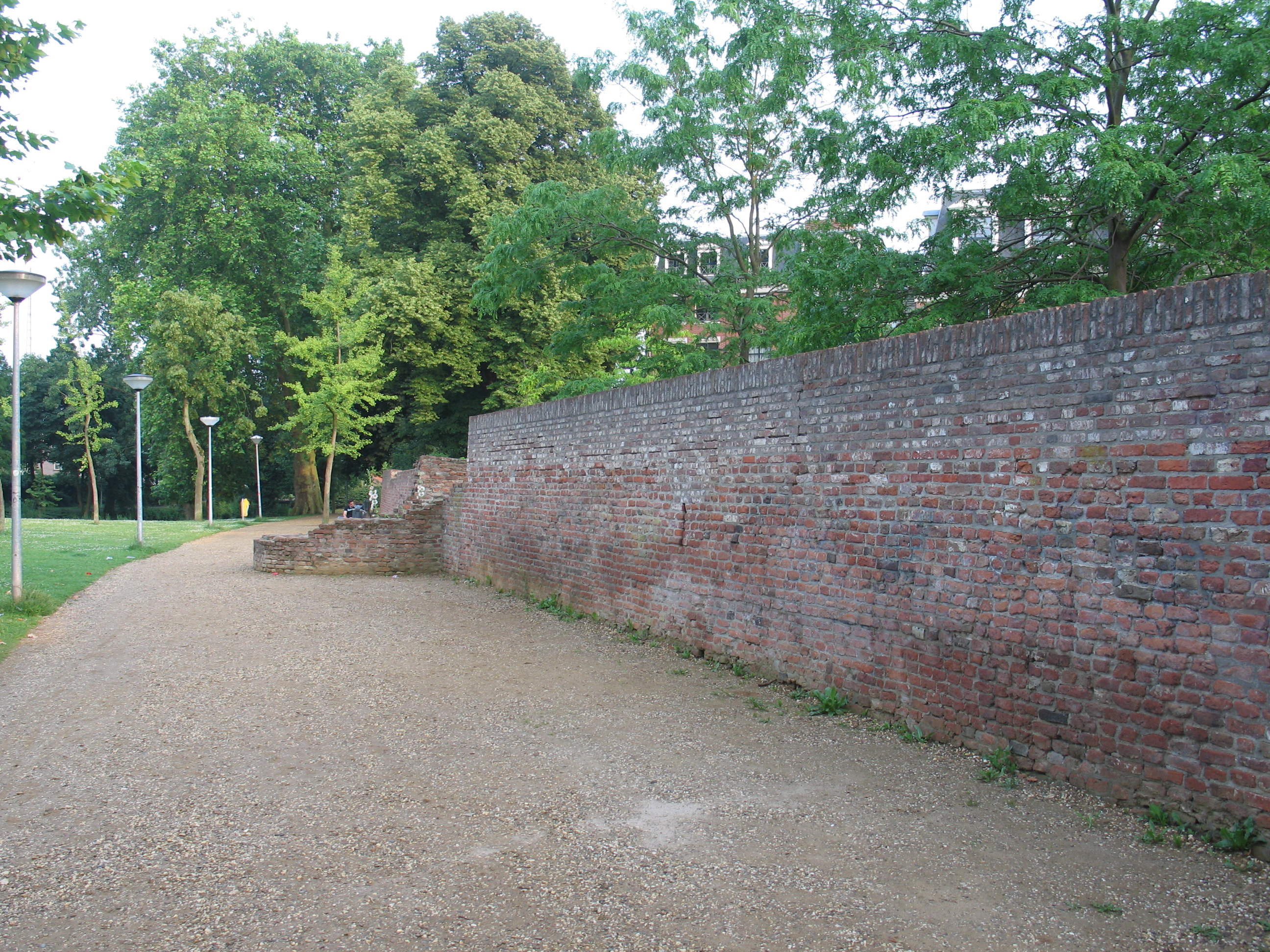
遺構
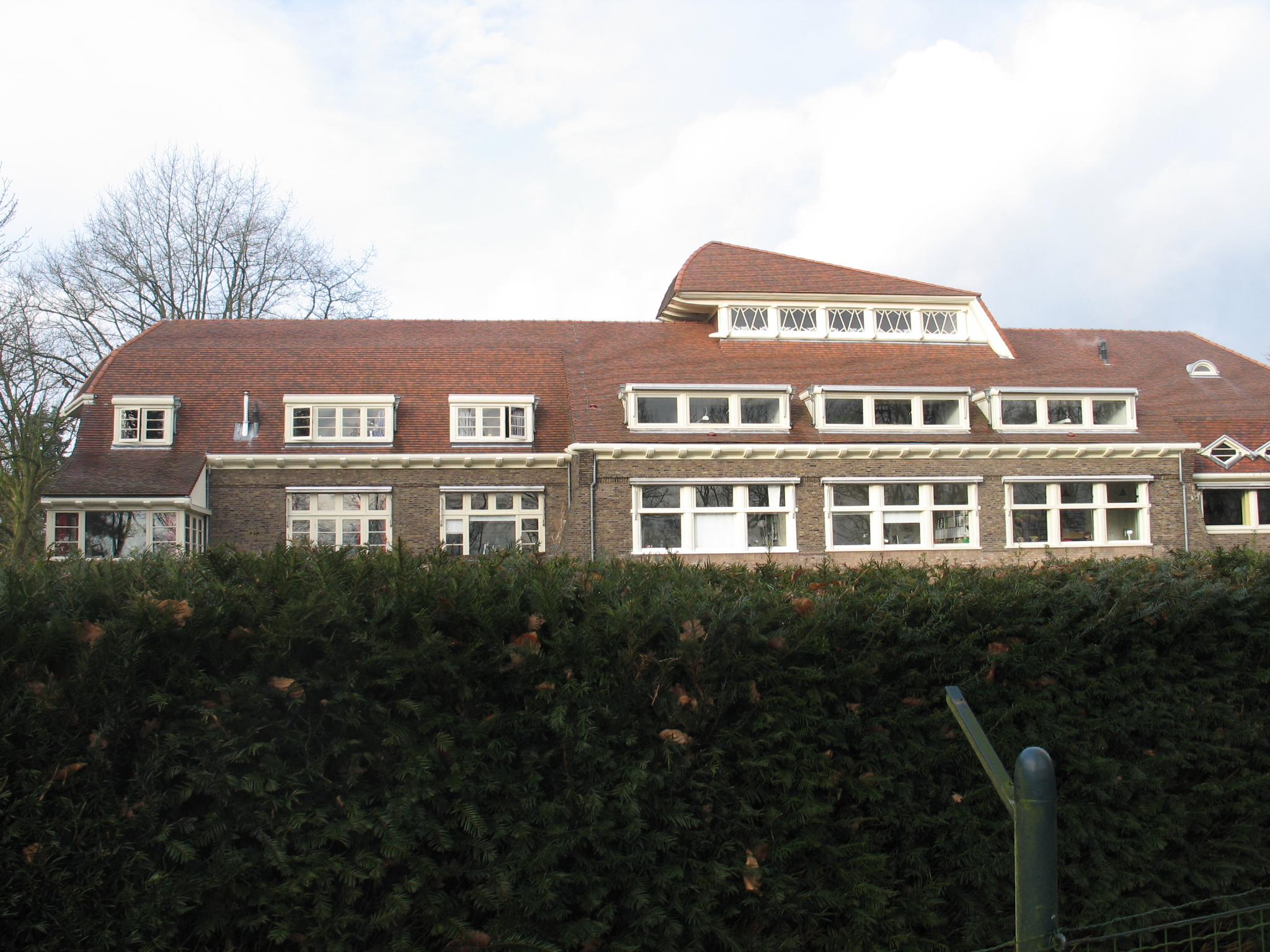
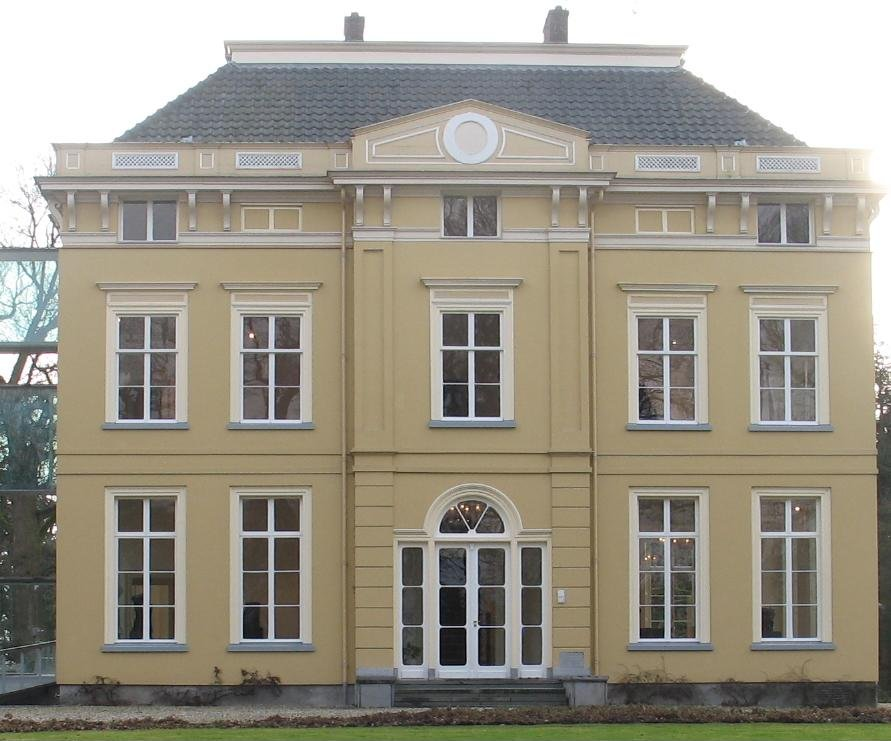
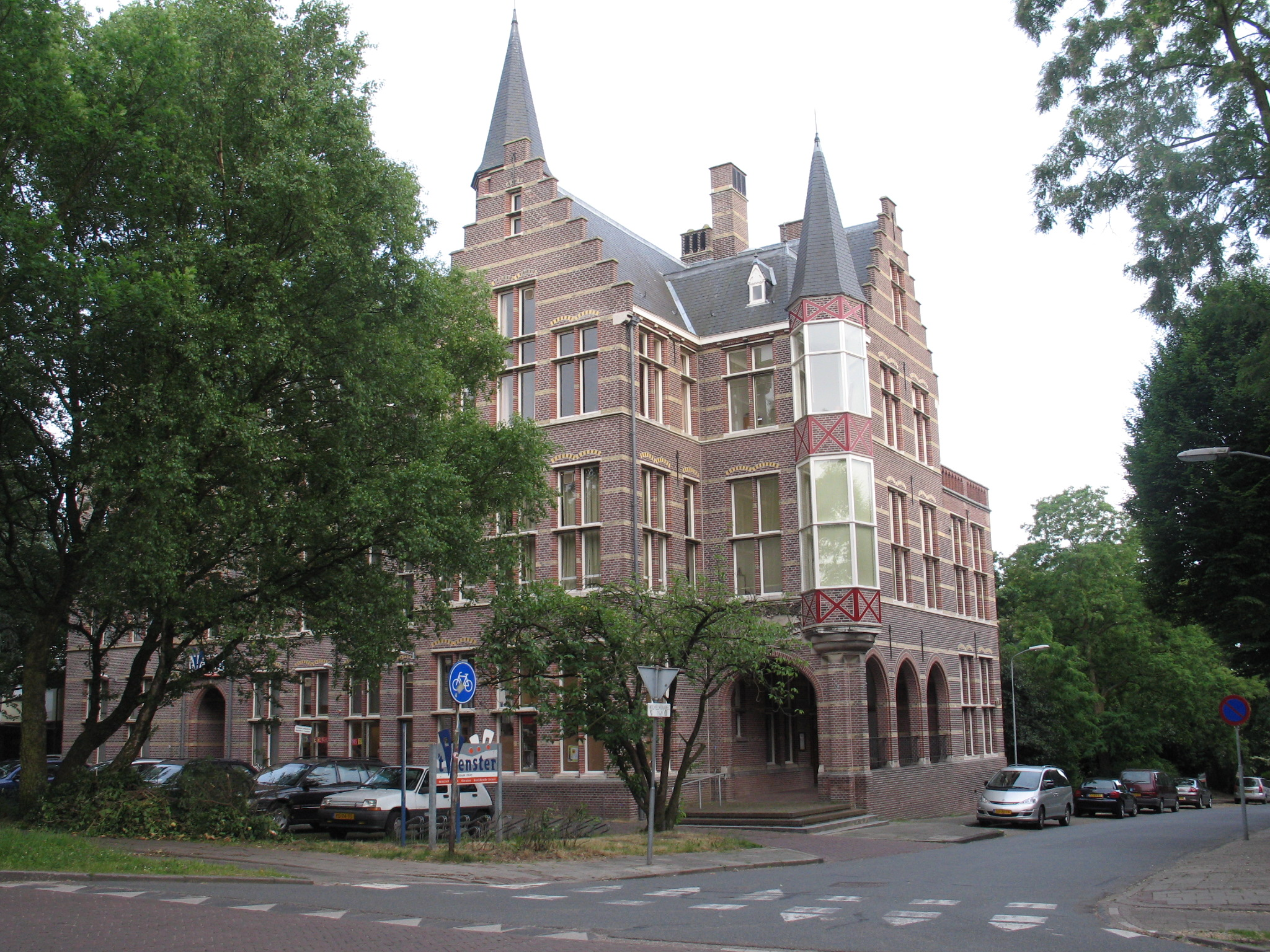
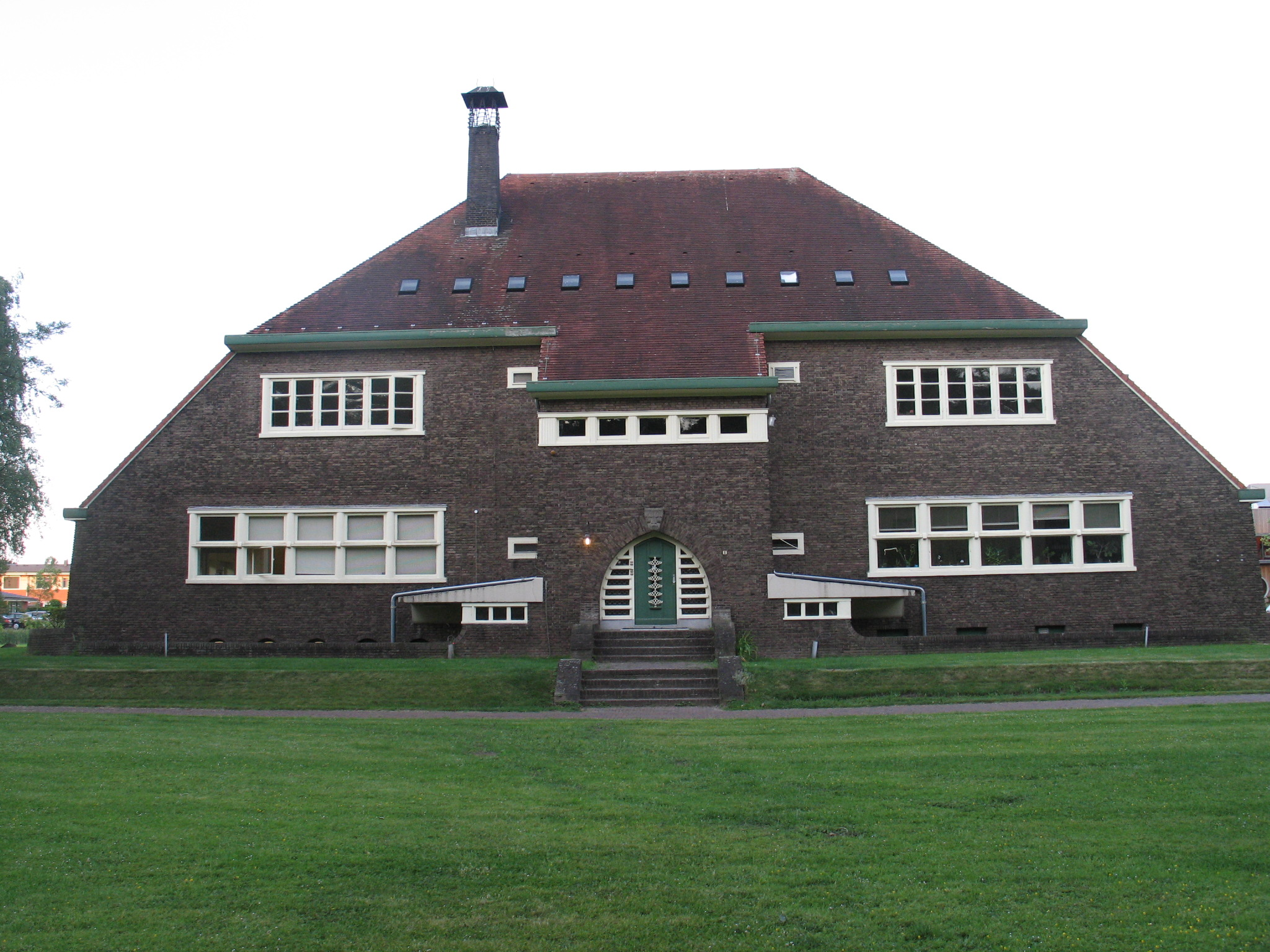
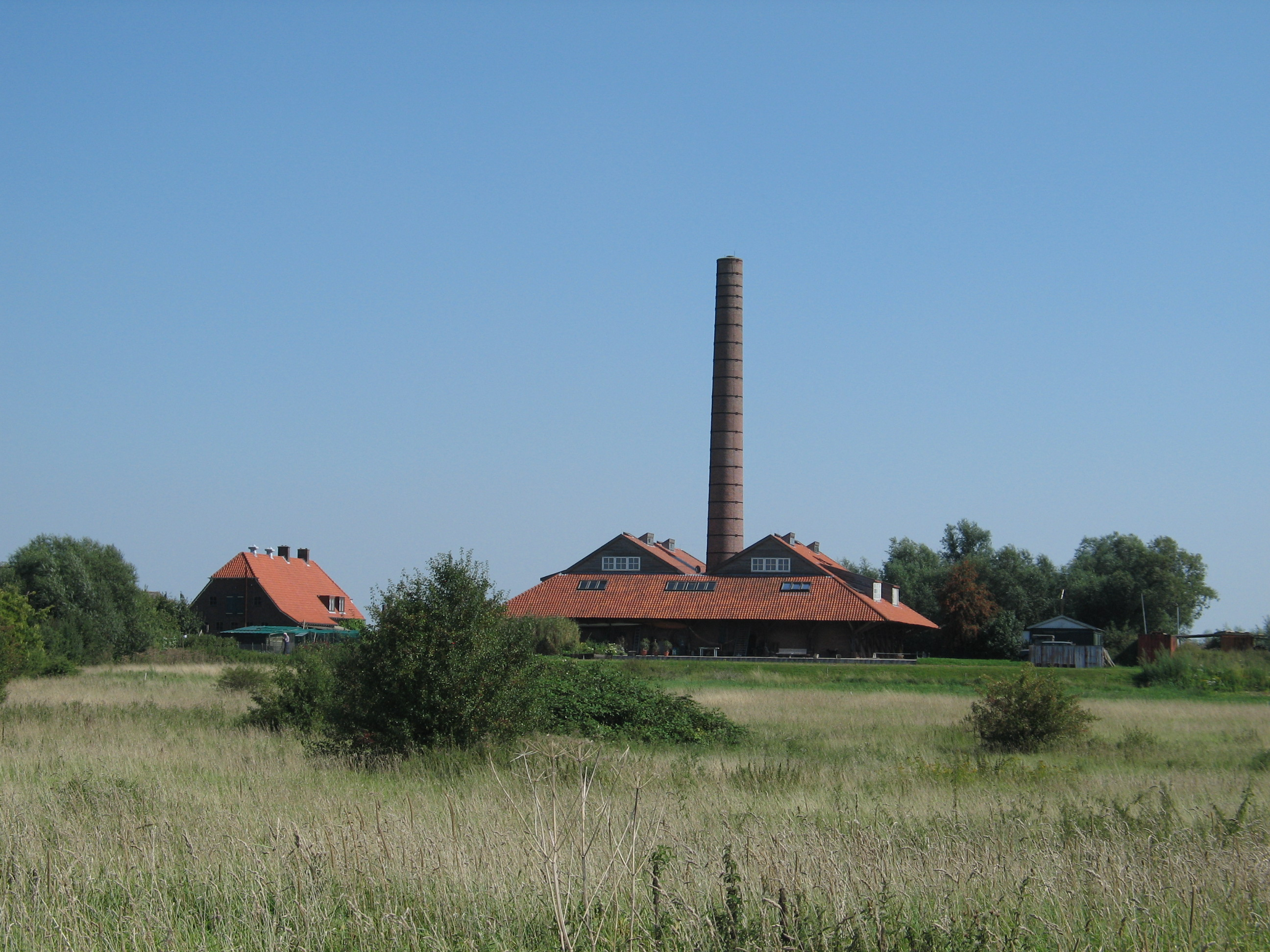
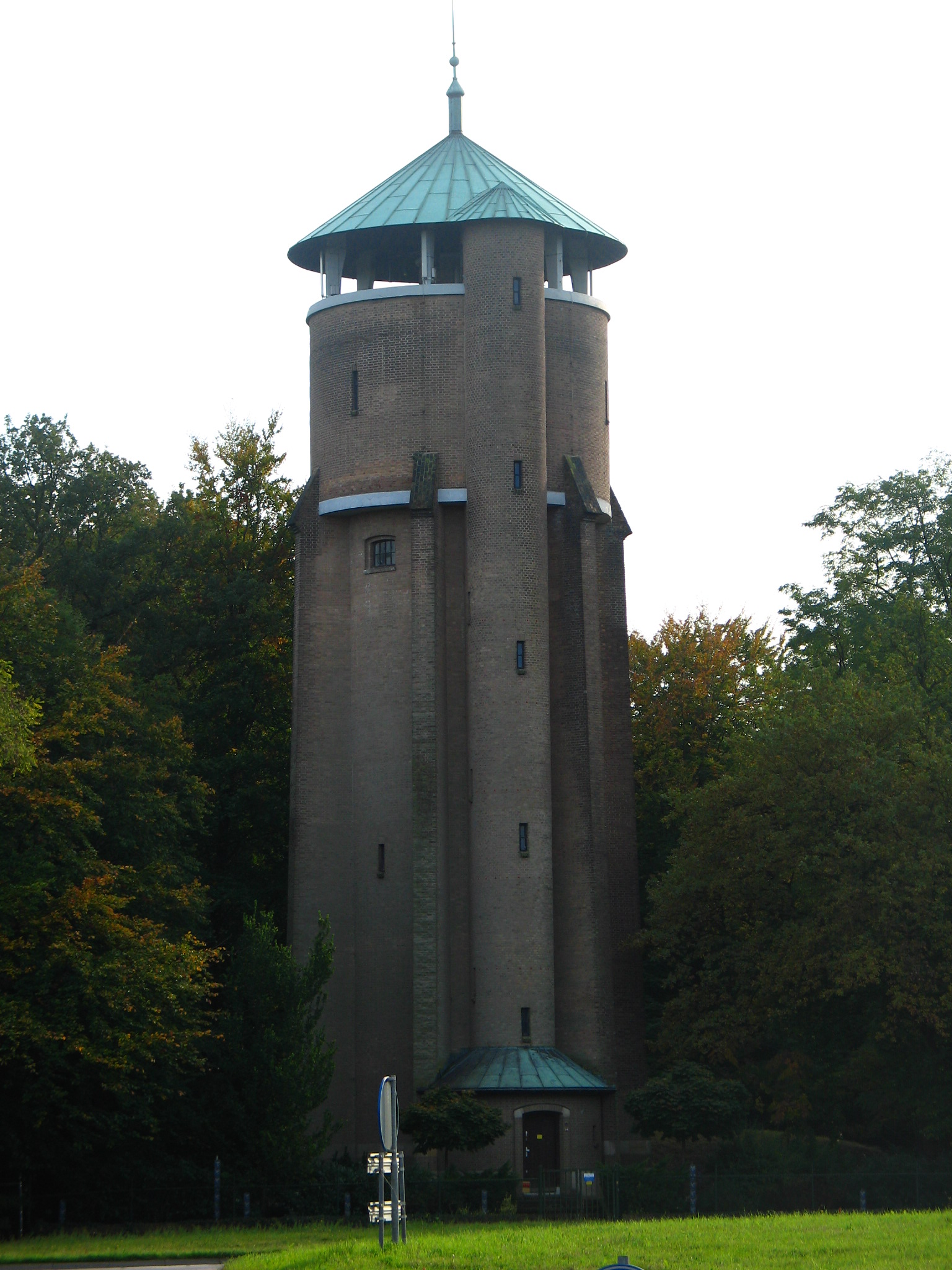
給水塔
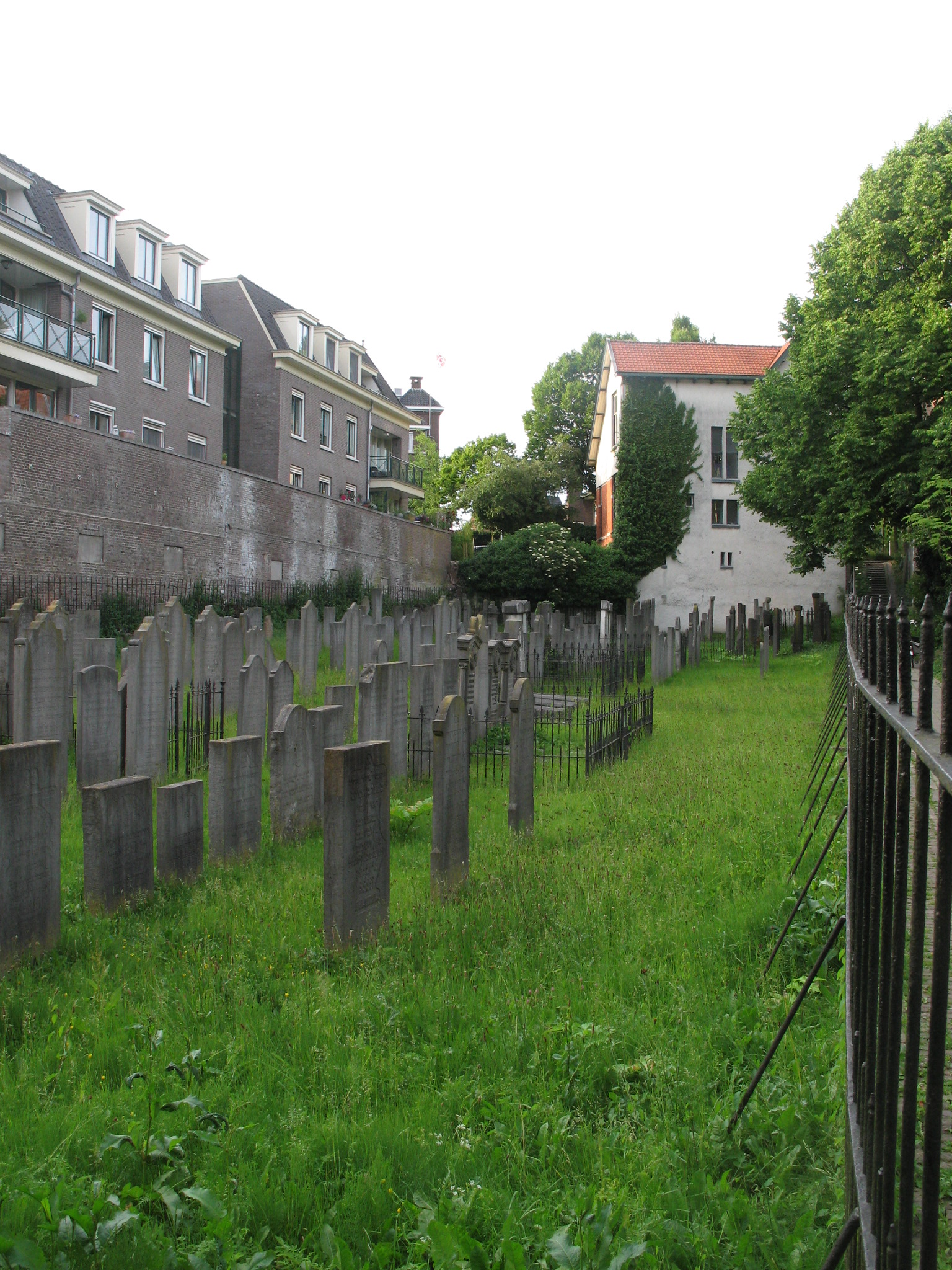
ユダヤ人墓地
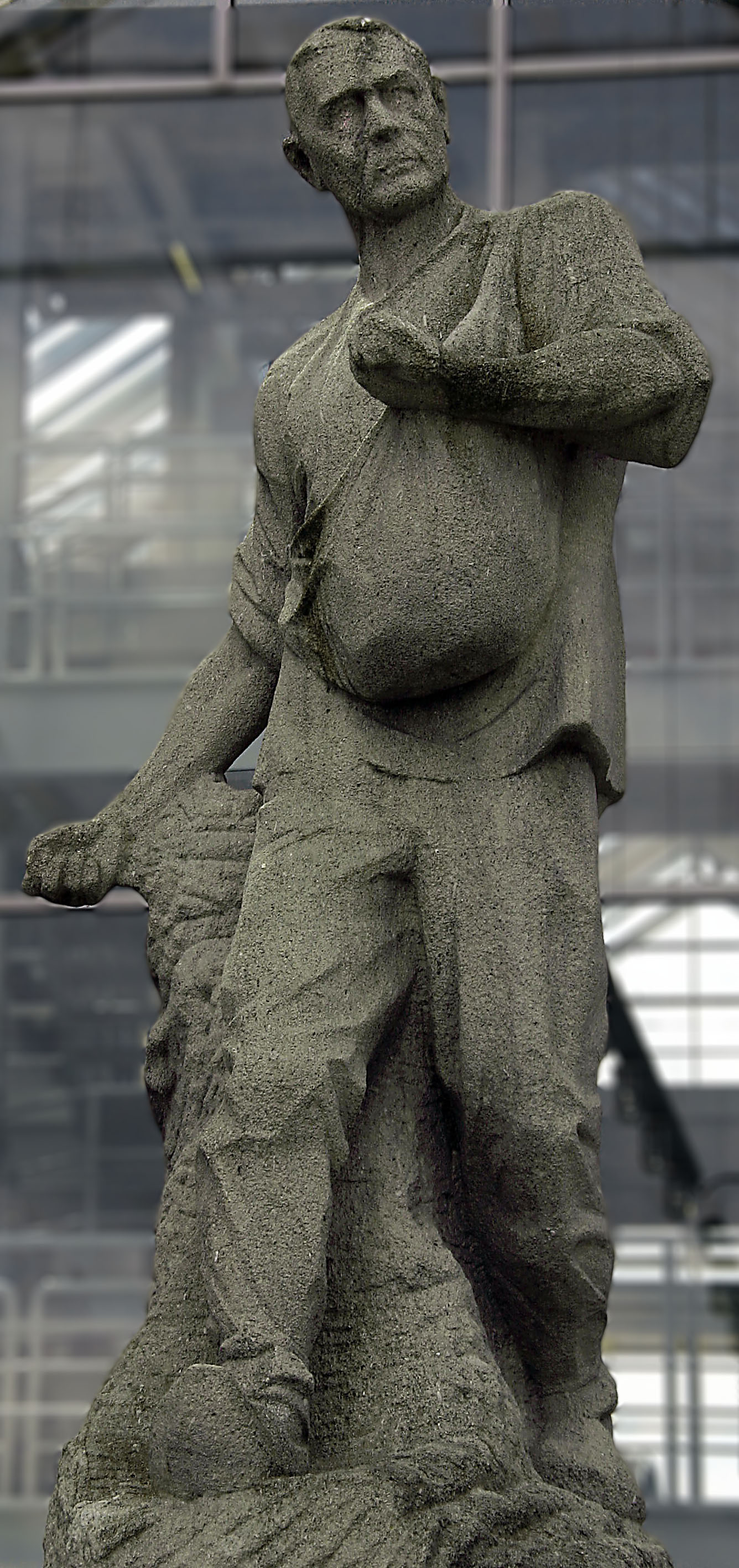
種まく人の像
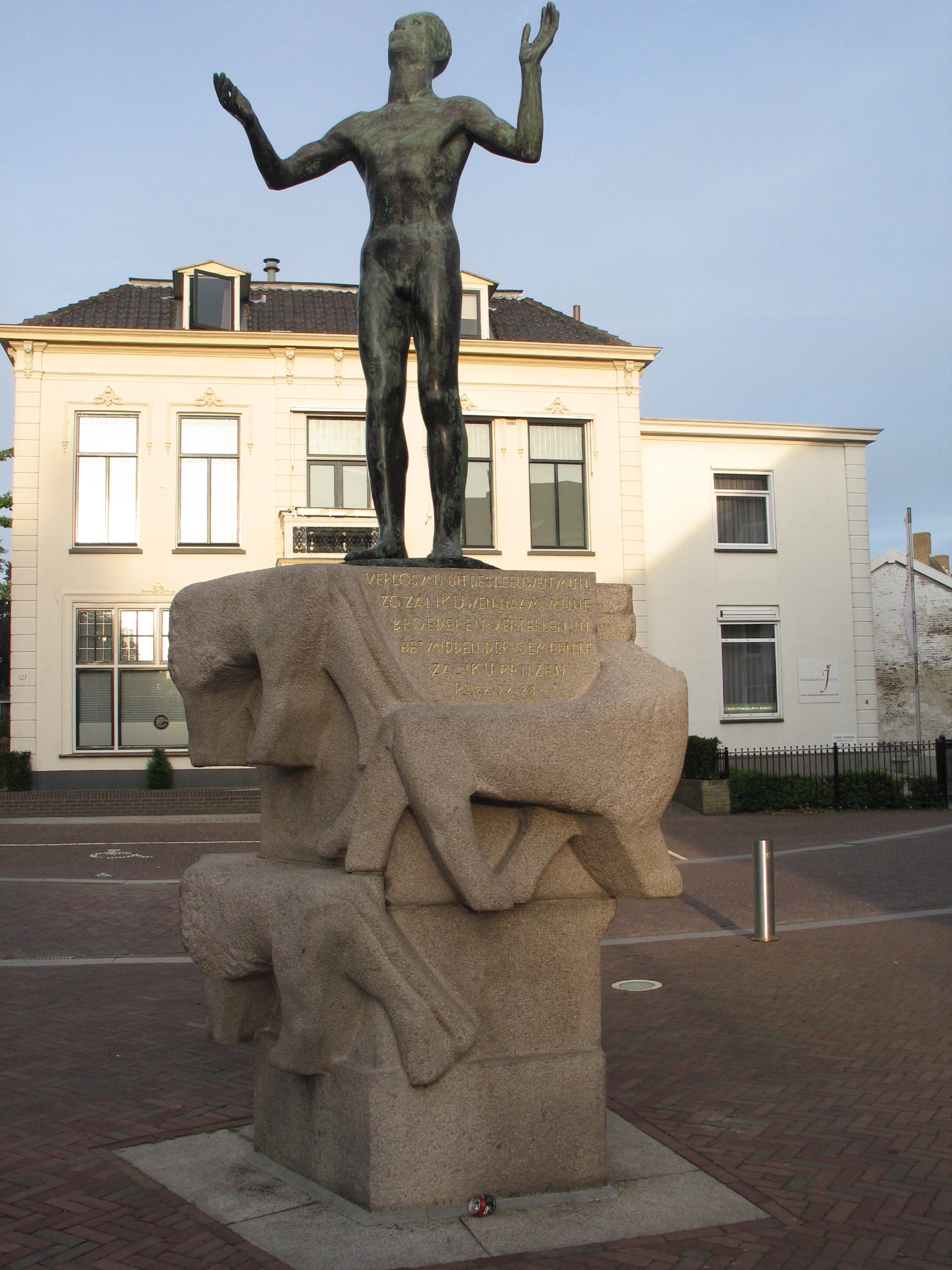
国民解放の記念碑
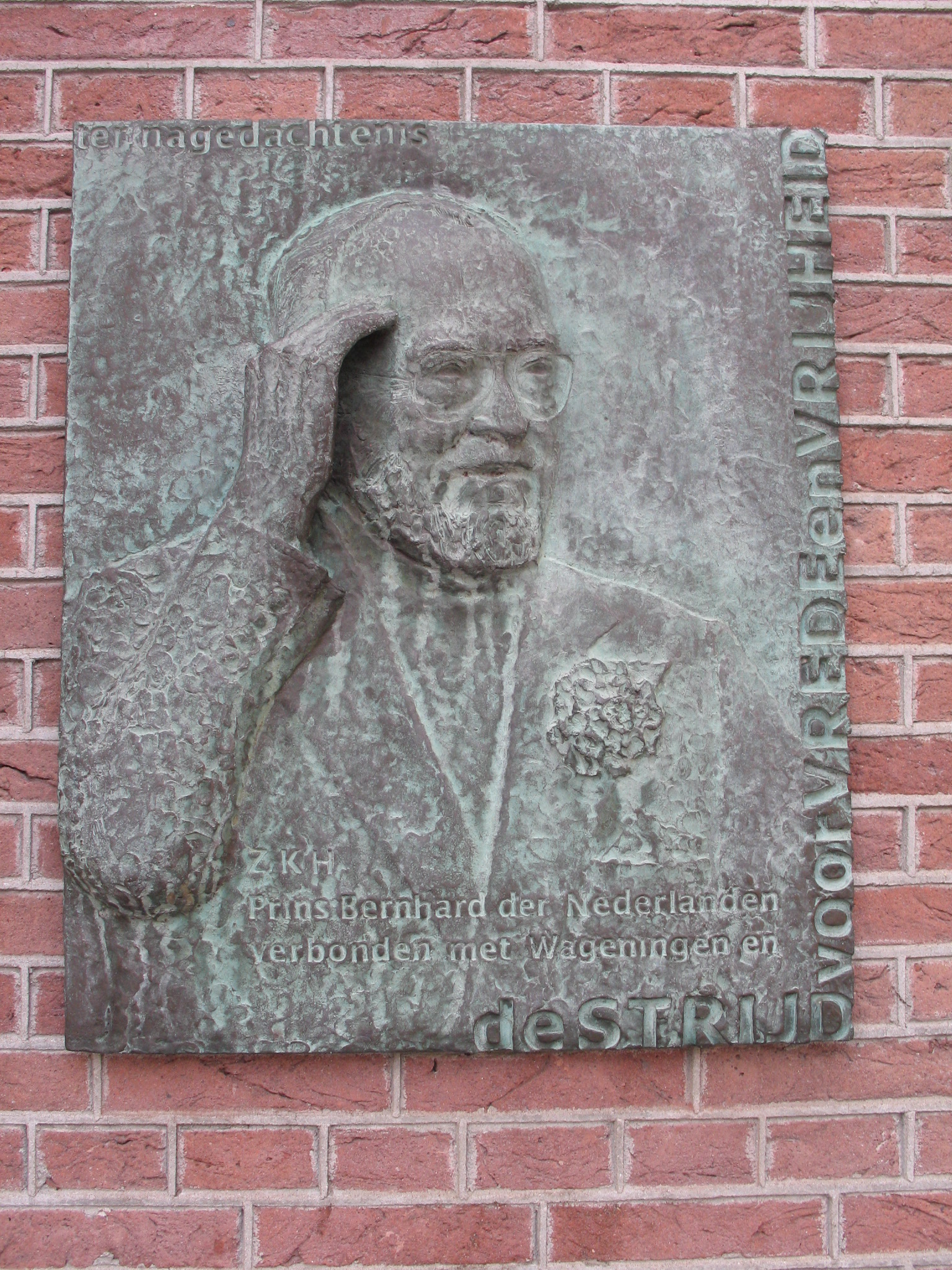
ベルナルト公の記念碑
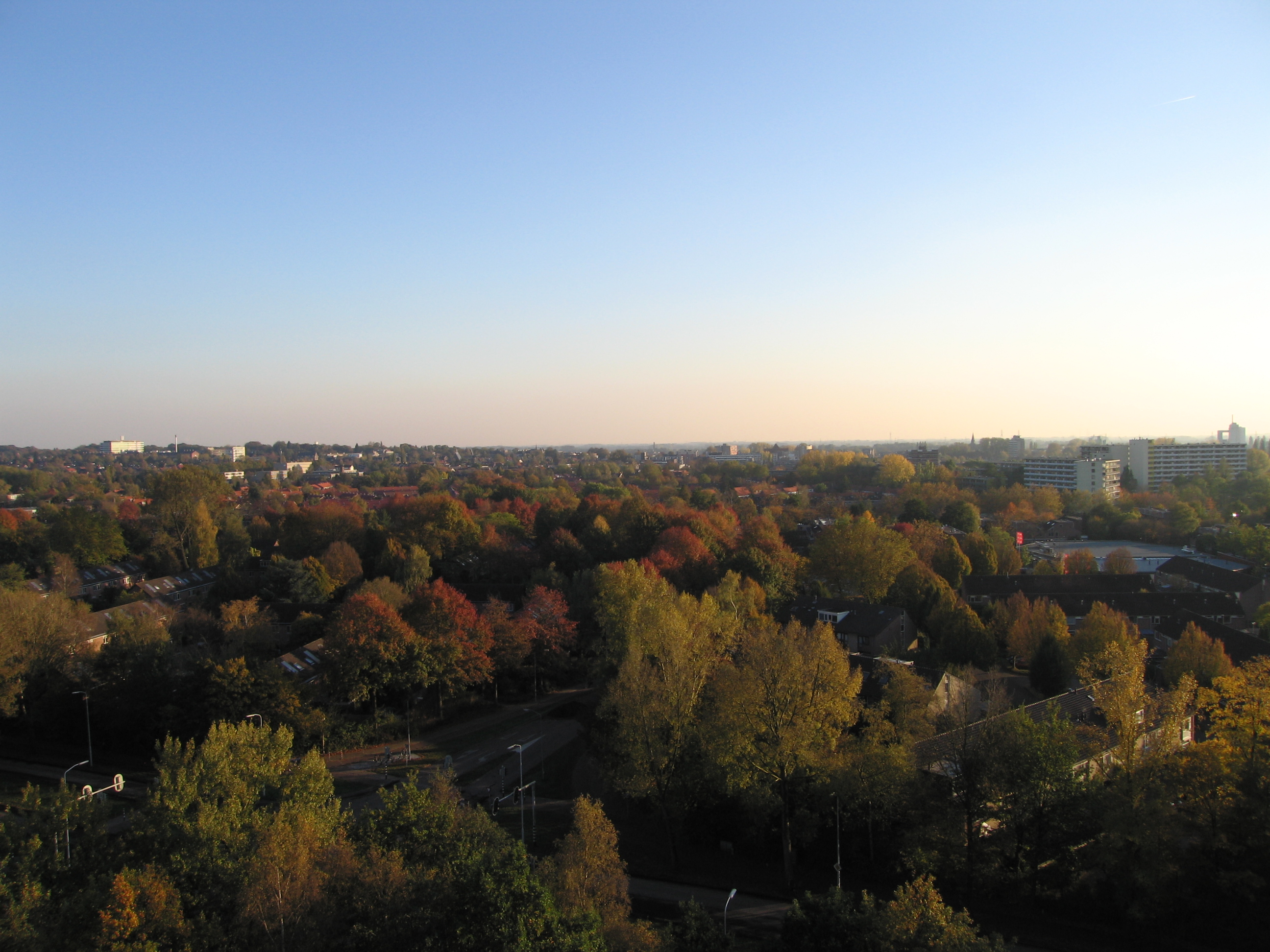
秋のヴァーヘニンゲン
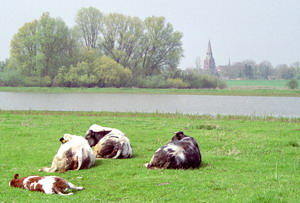
河岸
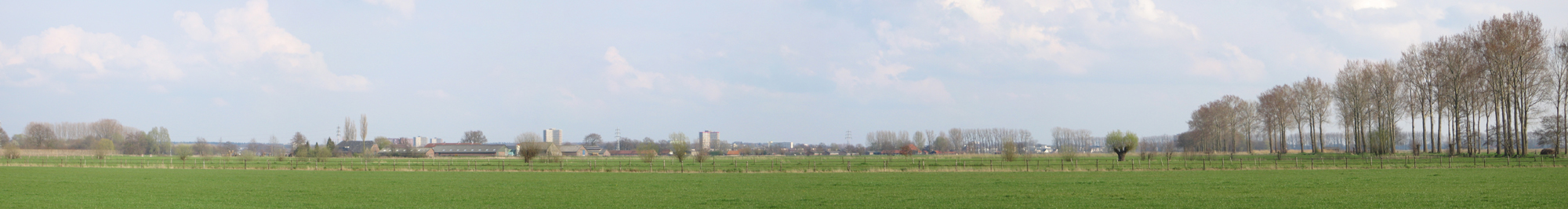
北側のパノラマ
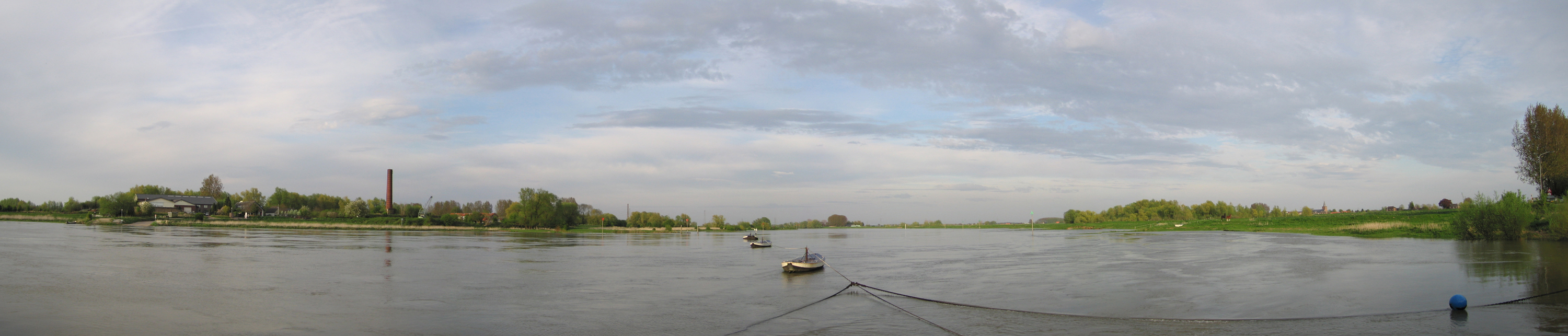
レイン川のパノラマ
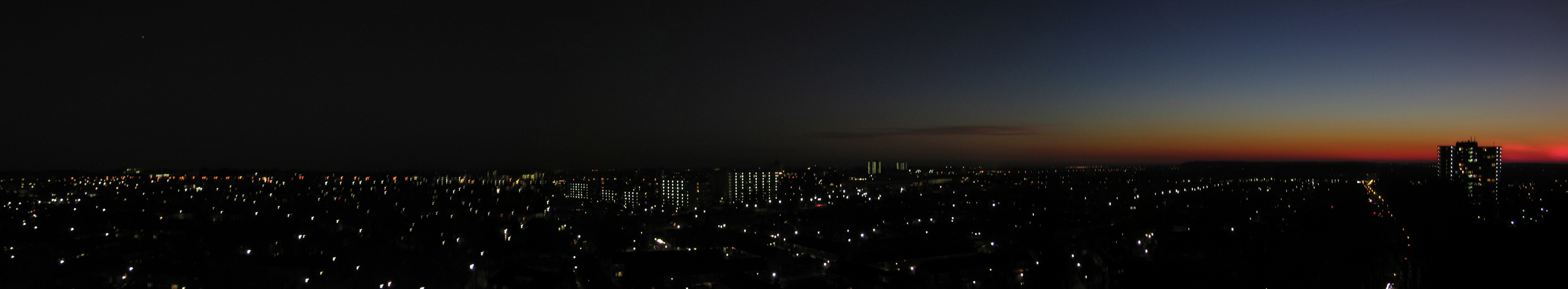
夕暮れのパノラマ
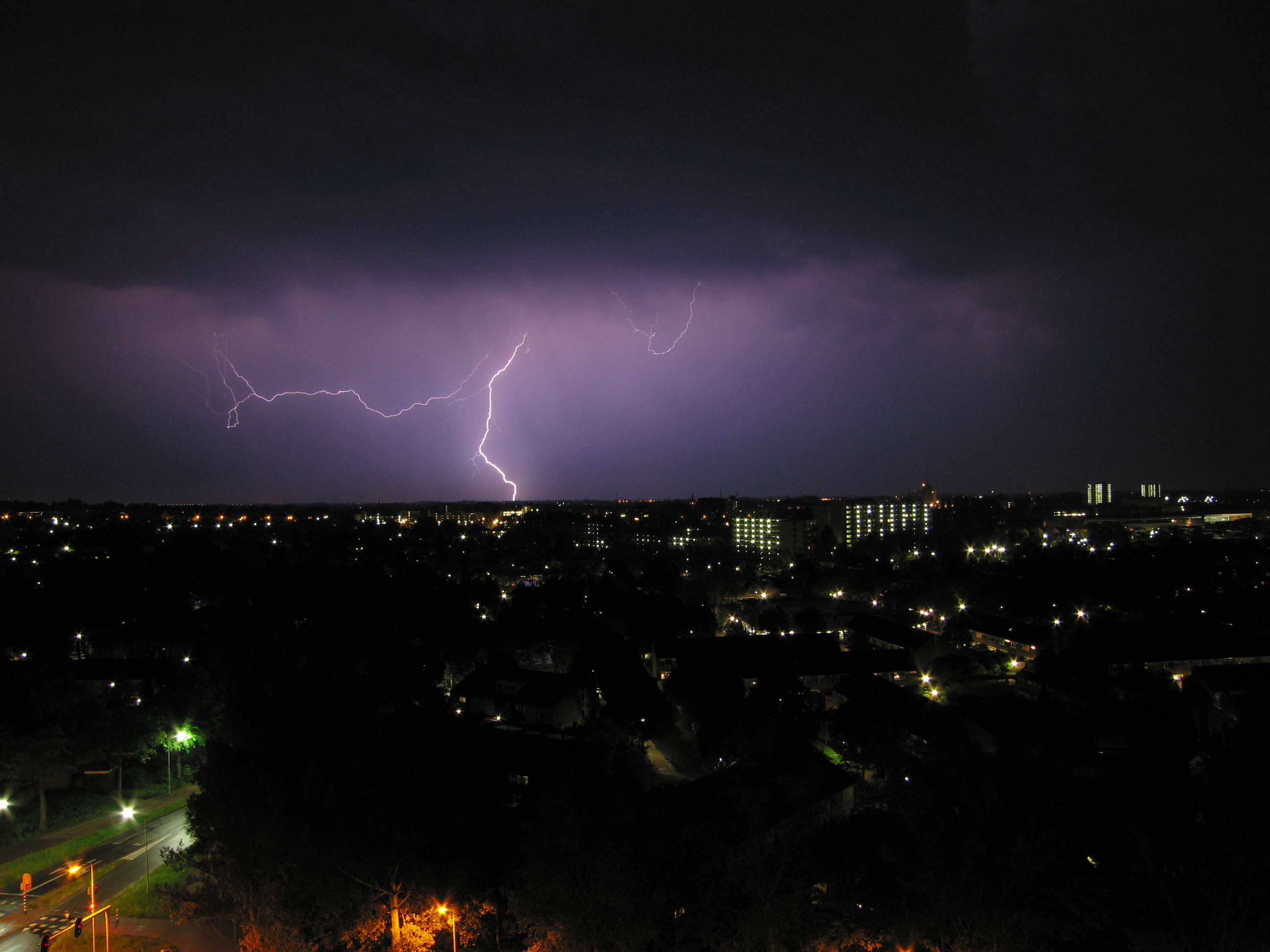
雷鳴とどろくヴァーヘニンゲン
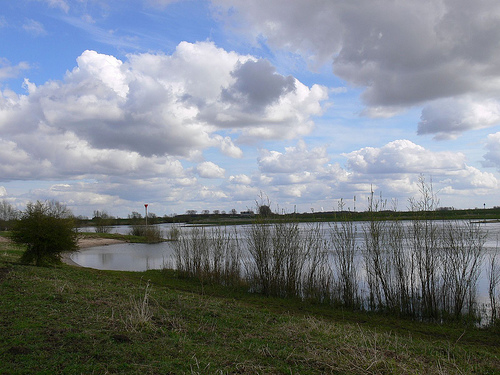
近くのレイン川